# Aloe tenuior
Aloe tenuior é uma espécie de liliopsida do gênero Aloe, pertencente à família Asphodelaceae.